# Peillac
Peillac är en kommun i departementet Morbihan i regionen Bretagne i nordvästra Frankrike. Kommunen ligger i kantonen Allaire som tillhör arrondissementet Vannes. År 2022 hade Peillac 1 865 invånare.

## Befolkningsutveckling
Antalet invånare i kommunen Peillac
| Referens: INSEE |